# Vicomté de Carlat
Xe siècle – 1643
La vicomté de Carlat est une seigneurie féodale du sud de l'Auvergne située dans les monts du Cantal relevant du royaume de Majorque puis de la Couronne de France. Attestée au IXe siècle et possédée par les vicomtes de Carlat, elle est confisquée en 1477 et définitivement réunie en 1489 au Domaine royal. En 1645 une partie est érigée en comté de Carladès par le roi Louis XIII et concédée à Honoré II Grimaldi dont la famille le conservera jusqu'à la Révolution française. Le titre devenu monégasque est toujours porté.

## Histoire de la vicomté
Le Carladès est une ancienne viguerie mérovingienne, devenue sous les Carolingiens l'un des cinq comtés secondaires de l'Auvergne, avec une viguerie particulière (les autres comtés sont Clermont, Turluron, Tallende, et le Brivadois tenu par les Chanoines-comtes de Brioude).
Son territoire est situé à cheval sur la Haute-Auvergne (devenue approximativement le département du Cantal) et le Rouergue (devenu le département de l'Aveyron). À la fin de l'Ancien Régime, ces deux territoires comportaient chacun une juridiction, celle de Carladès situé à Vic et ressortissant du parlement de Paris, et celle de Carladez à Mur-de-Barrez ressortissant du parlement de Toulouse.

### Moyen Âge
Le Carladès tient son nom de Carlat, table basaltique où se trouvait le château des vicomtes de Carlat qui en était la capitale militaire. Le siège judiciaire sera plus tard Vic-en-Carladez. Louis le Débonnaire, fils de Charlemagne, était venu en faire le siège et l'avait confisqué en 839.
Issu de l'inféodation par les abbés d'Aurillac de l'ancien domaine héréditaire de Géraud d'Aurillac, le Carladez lui avait succédé au IXe siècle comme l'une des cinq comtés carolingiens de l'Auvergne.
À l'époque carolingienne, Carlat était le lieu d'une viguerie.
Longtemps possédée par les vicomtes de Millau, puis par les vicomtes de Rodez, on sait que les vicomtes de Carlat rendaient hommage à l'abbé d'Aurillac. Ainsi, le 29 novembre 1296, Henri II de Rodez rend foi et hommage pour Carlat à l'abbé d'Aurillac et exige qu'Astorg IV d'Aurillac lui rende hommage pour les chatellenies de Conros et Laroquevieille. On sait également que le vicomte de Murat lui rendait hommage.
En 1356, le vicomte de Carlat Renaud IV et son fils meurent à la bataille de Poitiers, Renaud VI (1291/-1356) se retrouve vassal du roi d'Angleterre Édouard III. Quelques années plus tard, le Traité de Brétigny ayant été dénoncé, Jean Froissart nous indique dans ses Chroniques que Renaud se rallie au roi de France en 1369. Mais les partisans des Anglais ne l'acceptent pas et la région subit  pendant plus de trente ans les ravages de leurs bandes armées qui prennent et rançonnent les châteaux, pillent et incendient des fermes, des églises et des villages. Une fois la paix revenue, la région est tombée dans un tel état de pauvreté que ses habitants sont exemptés d'un certain nombre d'impôts.
En 1404, Bonne de Berry établit un bailliage du Carladès dont elle fixa le siège à Vic-en-Carladez. Elle y fit reconstruire l'église, ainsi que celles de Raulhac et de Carlat.

### Époque moderne

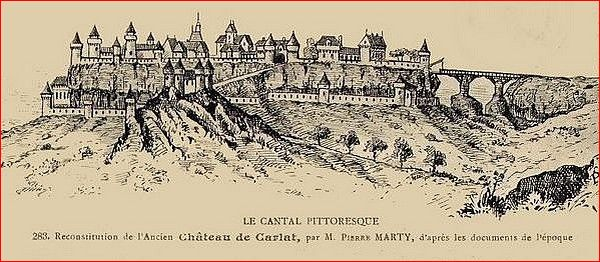
Carte postale de la fin du XIXe siècle reproduisant une gravure sur bois du début du XVIIe siècle représentant l'état du château et de ses bâtiments avant son arasement sous Louis XIII.

Lors de la rédaction en 1510 des Coutumes d'Auvergne, Suzanne de Bourbon fit valoir, comme vicomtesse de Carlat, que le Carladès avait son droit et ses usages particuliers, différents de ceux de l'ancien comté d'Auvergne dont il n'avait jamais fait partie.
Après une période de paix, les Guerres de religion calvinistes furent très violentes dans la région. Comme pendant la guerre de Cent Ans, des bandes armées attaquaient les châteaux qui leur servaient de base pour piller le pays, avant de les rendre contre rançon. Ils s'en prenaient aussi aux bourgs et aux abbayes, comme celles de  Vabres en 1568 puis d'Aurillac en 1569, qu'ils mettaient au pillage puis incendiaient.
La Reine Margot, première épouse de Henri de Navarre, futur Henri IV, prit le parti des catholiques et se réfugia en 1585 dans la forteresse de Carlat qui lui appartenait et où elle séjourna un peu plus d'un an avant de rejoindre son autre château d'Usson. En 1603, Henri IV ordonnera la destruction du château et de ses fortifications.

### À partir de 1643, la vicomté devient un comté
En 1643, Louis XIII érige la vicomté de Carlat, à laquelle il a enlevé la vicomté de Murat, en comté de Carladès qu'il donne par le Traité de Péronne, avec d'autres territoires, à Honoré II Grimaldi (1623-1651) afin de le remercier pour son alliance et le dédommager de la perte de ses seigneuries en Espagne.
L'actuel prince de Monaco, Albert II, est propriétaire du rocher de Carlat, lequel avait été racheté par son arrière-arrière-grand-père le prince Albert Ier, par l'entremise de la société de la Haute-Auvergne. Le titre de comte de Carladès, désormais titre de noblesse de droit monégasque, a été attribué par son père à la princesse Gabriella de Monaco, née le 10 décembre 2014, fille du prince Albert II et de la princesse Charlene, devenant à sa naissance comtesse de Carladès.

## Histoire du territoire
Sous les carolingiens, le territoire de la comté de Carlat (comitatus Cartladensis) était le domaine vicarial de l'un des cinq comtés secondaires de l'Auvergne (Clermont, Turluron, Brioude, Tallende). Il englobait la petite partie nord du Rouergue située entre Goul et Tuyère appelée Barrez et comportait au moins huit vigueries ou aices (Arpajon (gallo-romain), Barrès (/906), Carladès (/909), Brommès (/964), Cantalès (/885), Marcolès, Maursois (/941), Artense), mais un seul château, celui de Carlat.
Une importante partie avait été détachée par la création au IXe siècle de l'alleu héréditaire que le comte Géraud avait donné pour créer le domaine abbatial d'Aurillac. Elle lui était ensuite revenue en grande partie par inféodation à partir du XIe siècle. Il est toutefois possible que l'Aurillacois ait été un autre comté secondaire carolingien.
Géographiquement, la frontière de la vicomté passait par les lieux suivants :
- Au Nord, par les monts du Cantal, jusqu'au Mandement de Dienne (Dienne, Lavigerie, Laveissière) qui en fait partie.
- À l'Est, par le Plomb du Cantal en suivant le  Brezons et la Truyère jusqu'au Lot à Entraygues. Elle englobait aussi la châtellenie de Pierrefort et celle de Turlande.
- Au Sud, jusqu'au Lot et à l'abbaye de Maurs, sans la comprendre.
- À l'Ouest, par la ligne des crêtes entre la vallée de la Cère et celle de la Jordanne (dont le territoire restait celui de la puissante abbaye d'Aurillac). Elle englobe la vallée de la Cère, au-delà d'Aurillac depuis sa source au Font-de-Cère, jusques et y compris Laroquebrou[3].

La vicomté possédait aussi deux enclaves : la première était en Planèze de Saint-Flour, sur les paroisses de  Valuejols et Paulhac ; la seconde se trouvait non loin de Pleaux, et concernait les seigneuries de Saint-Christophe et Scorailles, dont une partie avait été apportée en dot par Algayette de Scorailles lors de son mariage en 1212 avec  Henri Ier de Rodez. Elle comprenait également Chastel-sur-Murat et la vicomté de Murat en dépendance. D'après Gustave Saige et Édouard de Dienne, la vicomté de Carlat recouvrait 87 communes au XIIIe siècle.

### XIII etXIVesiècle
Entre 1250 et 1351, la vicomté perd quatre fiefs :
- En 1230, les châteaux de Conros et de Viescamp sont remis à l'abbaye d'Aurillac.
- En 1268, la châtellenie de Calvinet, advenue vers 1257 par mariage à Eustache de Beaumarchais. Simple seigneurie, dont il ne rend pas hommage au vicomte de Carlat mais directement à Alphonse de Poitiers, frère de Saint-Louis, apanagé du comté de Toulouse depuis 1241. Les protestations du vicomte de Carlat aboutissent à une transaction en 1268, entre Henri II de Rodez qui la donne, ainsi que Sénezergues, à Alphonse de Poitiers. Sur cette simple seigneurie, devenue fief direct du comte de Toulouse, Eustache de Beaumarchès construit une forteresse, puis octroie une charte de franchise aux habitants en février 1266. La nouvelle baronnie, sera revendue par sa fille Marie à Pierre La Vie de Villemur.
- En 1285, les châtellenies de Vigouroux, de Turlande, plus le mandement de Barrès (Lacapelle-Barrès, Malbo et Narnhac) au profit de la vicomté de Murat ;
- En 1351, enclave de Paulhac attribuée par Renaud IV de Pons à Bégon, vicomte de Murat, contre la reconnaissance par celui-ci de la suzeraineté de Carlat sur Murat.

### XVesiècle
En 1404, date de la première réunion, la vicomté comptait 10 fiefs en Auvergne et 2 en Rouergue :
On connait la liste de tous les vassaux de la partie auvergnate de la vicomté de Carlat juste avant que  Jacques d'Armagnac, dernier vicomte, ne soit arrêté puis exécuté par le roi :

### XVIesiècle
- En 1527, date de la deuxième confiscation, on procéda à une confiscation en défaveur du Connétable de Bourbon.
- En 1531 (date de la seconde réunion) des pertes sont dues au décès de Louise de Savoie.

### XVIIesiècle
En 1643, date de la donation aux princes de Monaco, la vicomté devient un comté, constitué de l'ancienne vicomté de Carlat diminuée d'un certain nombre d'anciennes possessions comme la vicomté de Murat, ainsi que de certaines seigneuries situées en deçà du Lioran qui restent rattachés à Murat (comme Dienne), et certaines chatellenies comme Boisset et Vigouroux avec leurs dépendances. D'autre part, le roi conserve les juridictions supérieures des bailliages et des cours d'appeaux.

## Armoiries
| Vicomté de Carlat | De gueules, au lion léopardé d'or. Elles sont proches de celles de l'Aquitaine: « De gueules, à un léopard d'or ». Par la suite, la vicomté de Carlat passe au XIIe siècle dans les mains des vicomtes, puis comtes de Rodez qui porteront aussi : « De gueules, au léopard lionné d'or. ». |

### Sources et bibliographie
- Cet article est partiellement ou en totalité issu de l'article intitulé « Carladès » (voir la liste des auteurs).
- Louis Farges, Le Carladez et le Barrez dans la nature et dans l'histoire, 1927, conférence, Aurillac, USHA, 15 p.
- Documents relatifs à la vicomté de Carlat, recueilis et publiés par ordre de S.A.S. le Prince Albert Ier par Gustave Saige et le Comte de Dienne, 1900, Monaco ; réédition Aurillac, 2007, 2 in-8°.
- Ernest Delmas,
  - Le Château de Carlat et le Carladès, 1977, Aurillac, Imprimerie moderne, 77 pages
  - Sceau d'Isabelle, vicomtesse de Carlat, RHA, XXXIV, 1954-1955, 399-404.
- Roger Grand, Les Plus anciens textes romans de la Haute-Auvergne. I, (Après 1119-Avant 1131) Serment prêté par Richard, vicomte de Carlat, fils de Bérenger, à Gausbert, abbé d'Aurillac..., RHA, II, 1900, 199-200.
- Christian Lauranson-Rosaz, L'Auvergne et ses marges (Velay, Gévaudan) du VIIIe   au   XIe siècle, Le Puy, Cahiers de la Haute-Loire, 1987
- Deribier Duchâtelet, Dictionnaire statistique, ou Histoire, description et statistique du département du Cantal, Aurillac, 1858
- Jean-Luc Boudartchouk, « Le Carladez de l'Antiquité au [[XIIIe siècle|XIIIe siècle]] »(Archive.org • Wikiwix • Archive.is • Google • Que faire ?). Territoire, homme et pouvoirs, 1998, thèse université de Clermont.
- Bruno Phalip, Seigneurs et bâtisseurs en Haute-Auvergne et en Brivardois entre le XIe siècle et le XVe siècle , 2000, thèse université de Clermont.
- Hélène Débax, Jean-Luc Boudartchouk, et alii Vicomtes et vicomtés dans l'Occident médiéval, 2008, p. 47 Vicomtes de Narbonne), p. 73 (Bas-Quercy, Haut-Toulousain), p. 202 (les vicomtes de Millau), p. 203 (les vicomtes de Murat).